# هارولد جورج نيلسون
هارولد جورج نيلسون (بالإنجليزية: Harold George Nelson)‏ هو نقابي وسياسي أسترالي، ولد في 21 ديسمبر 1881 في Botany, New South Wales ‏ في أستراليا، وتوفي في 26 أبريل 1947 في أليس سبرينغز في أستراليا. نشط حزبياً في حزب العمال الأسترالي. وقد انتخب عضو مجلس النواب الأسترالي عن دائرة Division of Northern Territory ‏ (16 ديسمبر 1922 – 15 سبتمبر 1934).